# Ennagono

Un ennagono regolare

In geometria, un ennagono (o enneagono) o nonagono è un poligono con nove lati. Il nome ennagono deriva dal greco enneagonon, (ἐννέα, nove + γωνία, angolo).
Per ennagono regolare si intende un ennagono semplice, convesso, avente i lati di uguale lunghezza e con gli angoli interni di uguale ampiezza, pari a 140°. L'area di un ennagono regolare di lato {\displaystyle a} è data da
{\displaystyle A={\frac {9}{4}}a^{2}\cot {\frac {\pi }{9}}\simeq 6{,}18182a^{2}.}
In molti contesti il termine ennagono viene usato per indicare un ennagono regolare.
Tra gli ennagoni non semplici, con lati che si intersecano in punti non estremità, si trovano due ennagoni stellati regolari.

## Grafi
Il grafo completo K9 è spesso disegnato come un ennagono regolare con tutti e 36 gli spigoli connessi. Questo grafo rappresenta anche una proiezione ortogonale dei 9 vertici e 36 spigoli di un simplesso 8-dimensionale.
| Simplesso 8-dimensionale (8D) |

## Costruzione e perimetro
Non è possibile costruire un ennagono regolare in modo esatto con riga e compasso. Qui sotto ne è mostrata una costruzione che fornisce un'ottima approssimazione (circa un millesimo di grado sull'angolo al centro):
Per trovare il perimetro {\displaystyle P} di un ennagono regolare basta moltiplicare un suo lato {\displaystyle a} per 9
{\displaystyle P=9a.}